# 2019年11月2日澳洲反對逃犯條例修訂草案示威
2019年11月2日澳洲港人遊行及集會，是指於2019年11月2日，位於雪梨、墨爾本、布里斯本、柏斯及阿德雷德由香港人發起的集會，主要目的為呼籲澳洲本地民眾關注香港目前的情況，並要求澳洲政府暫緩與香港政府落實自由貿易協定及在人權問題上制裁中國。

## 活動各地情況

### 雪梨
發起雪梨遊行的組織名為「新南威爾士州香港人」（NSW Hongkongers）。組織在近期成立，是為應對香港政府早前推出「逃犯條例修訂草案」而成立，過往多個月曾多次籌辦不同活動聲援香港示威人士，以是次目的主要是呼應同日在香港舉辦的集會，希望提醒澳洲民眾香港目前受中國內地勢力入侵，澳洲本土要有所警惕。遊行亦希望推動澳洲仿效美國訂立類似《香港人權及民主法案》的「人權法案」，保障澳洲自身國家安全。
遊行於下午2:20開始，由新南威爾斯州立圖書館正門遊行至雪梨市政廳前地廣場，期間將途經澳洲外交部辦事處遞交請願信。活動期間，有部分參加者戴住著習近平面具。
遊行到達前地廣場後，香港民間人權陣線副召集人梁穎敏亦有出席發言。梁穎敏指：「若你過份依賴這個市場（中國），他們就能控制你。因此，現在是時候作出抉擇。」
是次遊行於下午3:20結束。大會其後表示有約1100人出席，《信報》則報導有800人參加。

### 布里斯本
於下午三點半，布市部份港人響應全球「112求援國際 堅守自治」活動，在中共駐布里斯本總領事館對面的喬治國王廣場舉行了聲援集會。他們手舉「Hong Kong SOS」（香港緊急求救）、「CCP Kill Us」（中共殺害我們）、「Fight For Freedom Stand With Hong Kong」（為自由而戰 與香港並肩而立）、「誰是下一個？對警暴說不」等內容的展板，向途經的民眾講述著香港過去五個月的抗爭及港人的決心。亦有定居布里斯本的台灣人出席支持，表示「今日香港，明日台灣」。
香港信報報導有人逾百人參加。

## 資料來源
1. 1 2 3  . SBS Your Language.   [2020-02-01]. （原始内容存档于2020-02-01） （中文（繁體））.
2. 1 2 3  . SBS Your Language.   [2020-02-01]. （原始内容存档于2020-02-01） （中文（繁體））.
3. 1 2  . 澳洲生活網. 2019-11-02  [2020-02-01]. （原始内容存档于2020-02-01）.
4. ↑  . www.facebook.com.   [2020-02-01] （中文（简体））.
5. 1 2  .[]
6. ↑  . 大紀元時報 香港｜獨立敢言的良心媒體.   [2020-02-01]. （原始内容存档于2020-02-01） （中文（香港））.